# Guignardia latemarensis
Guignardia latemarensis är en svampart som beskrevs av E. Müll. 1953. Guignardia latemarensis ingår i släktet Guignardia och familjen Botryosphaeriaceae.   Inga underarter finns listade i Catalogue of Life.